# Nyerce
Nyerce (románul Mierța) falu Romániában Szilágy megyében.

## Nevének említése
Első említése 1443-ből maradt fenn. 1839-ben Nyertze, Nyártze, Nyertza, 1850-1863-ig és 1880-1910-ig Nyercze, majd 1920-ban Nierța az elnevezése.

## Lakossága
1850-ben 353 fős lakosságából, 319 fő román, 26 fő magyar és 8 fő cigány. 1992-re a 242 főre apadt lakosságból 222 fő román és 19 fő cigány és egy ember vallotta magát magyarnak.
1850-ben a felekezeti összetétel szerint 327 fő görögkatolikus és 26 fő református hivő volt. 1992-re 6 fő görögkatolikus kivételével a románok többsége (223 fő) ortodox hitű és az egy magyar református vallású.

## Története
Eredetileg görögkatolikus fatemploma 19. században épült. 1917-ben Jegenye római katolikus filiája.
A falu a trianoni békeszerződésig Kolozs vármegye Hídalmási járásához tartozott.

## Források

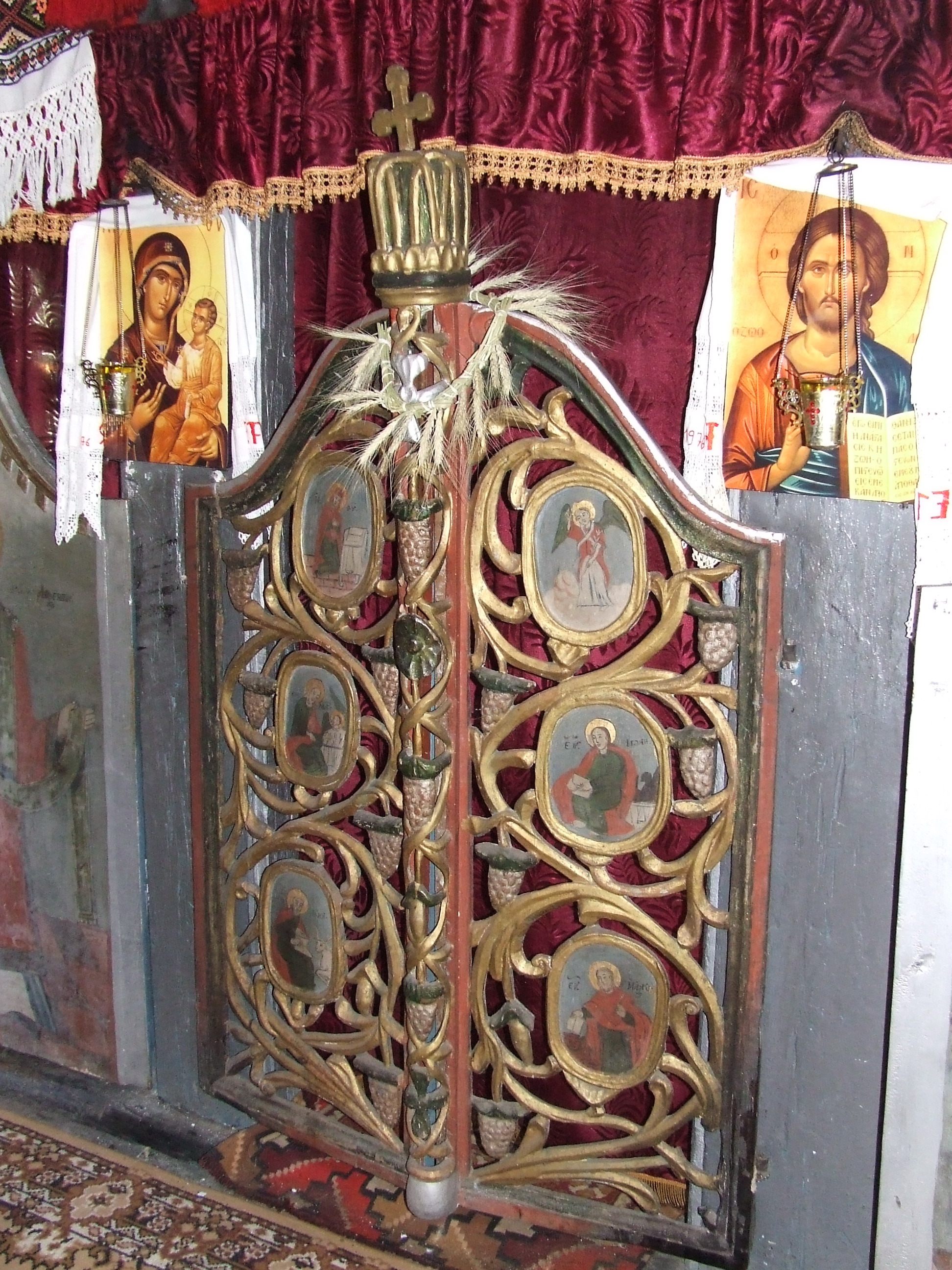
Nyerce, templomrészlet